# Бек-Назаров, Амбарцум Иванович
Амбарцум (Амо) Иванович Бек-Назаров (настоящая фамилия — Бекназарян; арм. Համո Բեկնազարյան; 31 мая 1892[…], Эривань, Российская империя — 27 апреля 1965[…], Москва) — советский армянский кинорежиссёр, сценарист, актёр.
Народный артист Армянской ССР (1935). Лауреат Сталинской премии второй степени (1941). В 1966 году киностудии «Арменфильм» было присвоено имя Амо Бекназаряна.

## Биография
С 1914 года — актёр киностудии Г. Либкена в Ярославле, с 1915 года — Акционерного общества «Ханжонков и К°» и «Биофильм» («Биохромфильм»).
Занимался французской борьбой, выступал под псевдонимом АМО Экзотик, участвовал в международных спортивных турнирах.
В годы Первой мировой войны получил известность как «звезда» российского немого кино (снялся более чем в 70 фильмах).
В 1918 году окончил Московский коммерческий институт (до поступления в институт был профессиональным спортсменом).
В 1920—1921 годах — актёр Музсекции Моссовета, Харьковского Народного дома и Тифлисского драматического театра.
С 1921 года — создатель и руководитель киносекции Наркомпроса Грузии (позднее — Госкинопрома Грузии).
Создатель первого художественного фильма армянского кинематографа «Намус» (1925).
Был женат на артистке Софье Волховской.

## Известные адреса

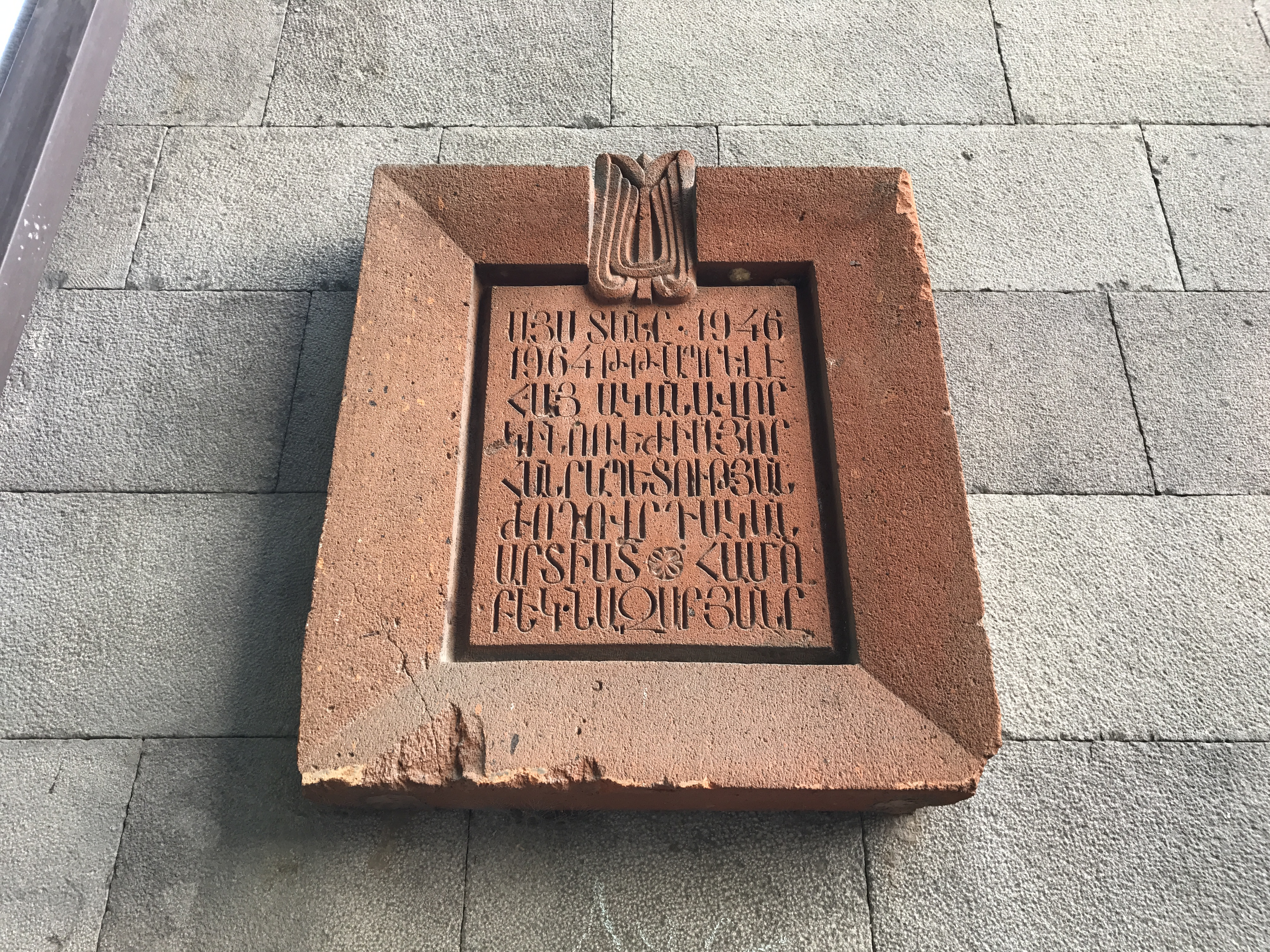
проспект Месропа Маштоца, 54

Ереван, проспект Месропа Маштоца, 54 (мемориальная доска).

## Память

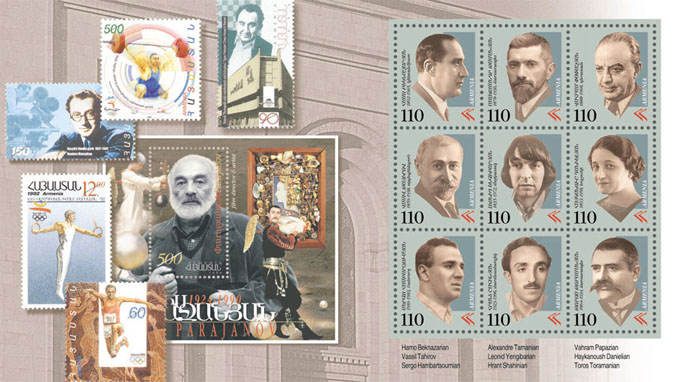
Бекназарян, Таманян, Папазян, Таиров, Енгибарян, Даниелян, Амбарцумян, Шагинян, Тороманян

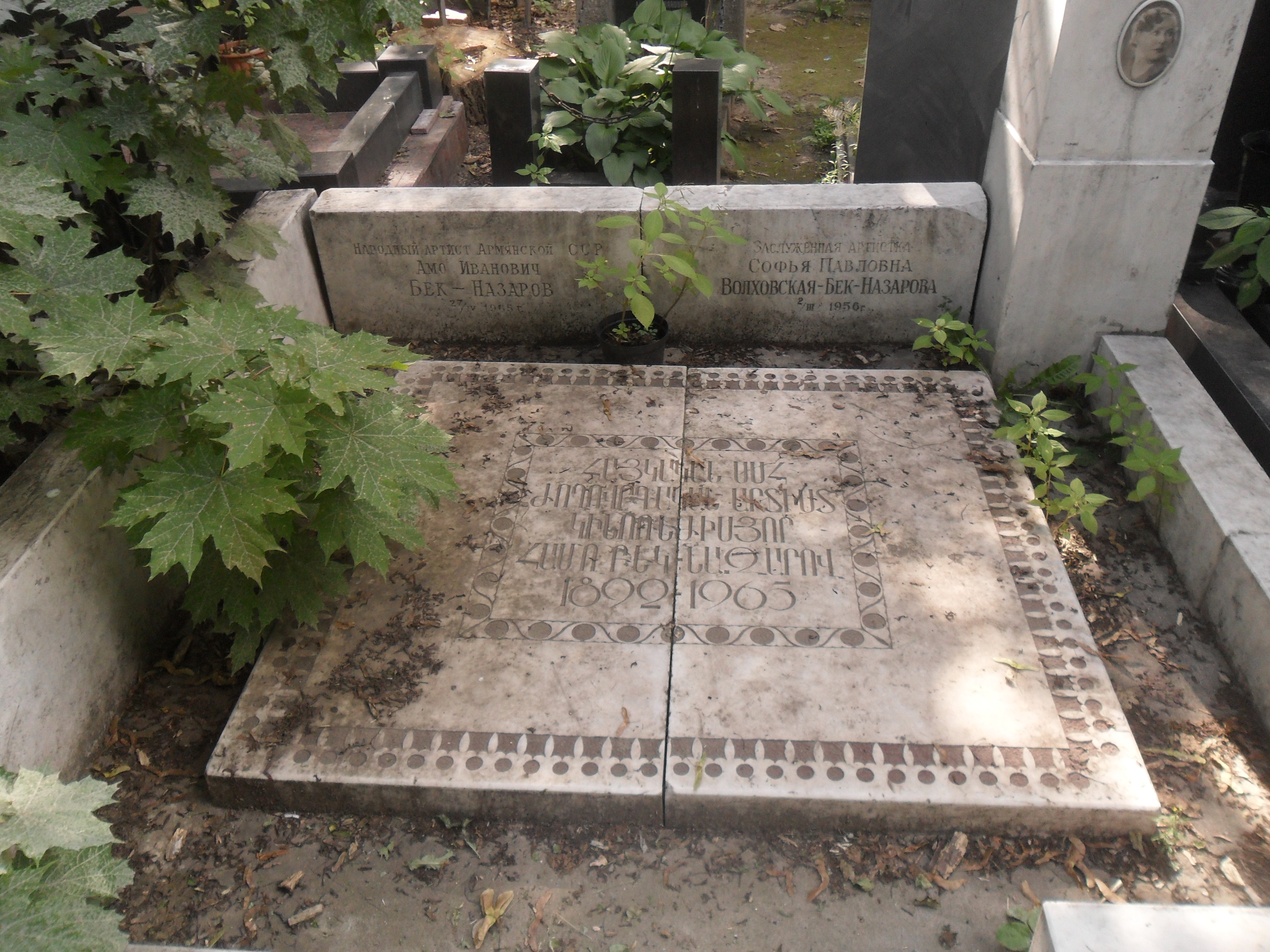
Могила Бек-Назарова на Армянском кладбище Москвы.

- В 2000 году была выпущена почтовая марка Армении, посвящённая Бек-Назарову.
- В 2012 году фестиваль «Киноосень-2012» был посвящён 120-летию режиссёра[6]. Начался он с показа в Армавире первого армянского звукового художественного фильма «Пэпо», снятого Бек-Назаровым в 1935 году. В рамках «Киноосени» в Институте театра и кино прошла научная конференция «Неизвестный Амо Бекназарян», в ходе которой с докладами выступили киноведы и несколько студентов и выпускников вуза. Также в ереванском кинотеатре «Наири» прошла серия показов известных и неизвестных фильмов режиссёра[7]

## Фильмография

### Актёр
- 1914 — Энвер-паша — предатель Турции — стражник
- 1915 — Беженцы (В омуте войны) — Юрий Нагорный
- 1915 — В чаду удушливых газов — Семен Нежданов
- 1915 — Дети купца Волгина — Михаил Смирнов
- 1915 — Драма на «Самолёте» — купец
- 1915 — Мой костёр в тумане светит — художник Красотин
- 1915 — Олеся
- 1915 — Сказка мира — оперный певец
- 1915 — Трагедия семьи Набатовых — помещик Викулов
- 1915 — Хромой барин
- 1915 — Юрий Нагорный — возлюбленный цыганки
- 1916 — Веселая кадриль — Орлов
- 1916 — Девушки, на которых не женятся
- 1916 — Душа в маске
- 1916 — Загадочный мир — Золотницин, председатель клуба эстетов
- 1916 — Колокольчики-бубенчики звенят, простодушную рассказывают быль… — Алексей Сокольский
- 1916 — Константинопольская трагедия
- 1916 — Красивые ножки
- 1916 — Кровь неотмщённая — Павлик Арденин
- 1916 — Мятежный дух
- 1916 — Огненный дьявол — князь Нирадзе
- 1916 — Опасный возраст — Александр Алчевский, сын миллионера
- 1916 — Плач мира — сын главы дьяволов
- 1916 — Побеждённый кумир — Солнцев
- 1916 — Слаще яда — Евгений
- 1916 — Старость Лекока — сын Лекока
- 1917 — Люди знойных страстей
- 1917 — Белеет парус одинокий
- 1917 — Борьба за счастье
- 1917 — Жемчужный венец
- 1917 — Мемуары графини Тарновской
- 1917 — Мёртвые молчат — ассистент Левитов
- 1917 — Победители и побеждённые — поэт Гаральд
- 1917 — Разрушенный храм
- 1917 — Рокамболь
- 1917 — Тайны царского двора (Убийство Гришки Распутина) — Юсупов
- 1917 — Тёмные силы — Григорий Распутин и его сподвижники — Юсупов
- 1918 — Жертва вечерняя — музыкант-румын Валеско
- 1918 — Ева — художник Леонид
- 1918 — Идущий на смерть — скульптор
- 1918 — Пляска скорби и суеты — Леонид Веригин
- 1918 — Позор дома Орловых — сын генерала Орлова
- 1918 — Родина — сын генерала Орлова
- 1918 — Рыбак и куртизанка — рыбак
- 1918 — Скерцо дьявола — дьявол
- 1918 — Так было, но так не будет — Сергей Попов
- 1918 — Три вора — Каскарилья
- 1918 — Улыбка медузы — художник Морев
- 1919 — Вечная сказка жизни — граф
- 1919 — Чаша искупления — Яков Арис
- 1922 — Сурамская крепость — Дурмиш-хан

### Режиссёр
- 1923 — Отцеубийца (У позорного столба)
- 1924 — Пропавшие сокровища
- 1926 — Намус, по одноимённому роману Александра Ширванзаде
- 1926 — Натэлла
- 1926 — Землетрясение в Ленинакане (документальный фильм)
- 1927 — Зарэ
- 1927 — Шор и Шоршор
- 1927 — Кожа (документальный фильм)
- 1927 — Хлопок (документальный фильм)
- 1927 — Хас-пуш
- 1929 — Дом на вулкане
- 1929 — Севиль
- 1930 — Игденбу
- 1930 — Страна Наири (документальный фильм)
- 1930 — Страна Гольдов (документальный фильм)
- 1932 — Человек с орденом
- 1935 — Пэпо, по мотивам одноимённой пьесы Габриеля Сундукяна
- 1938 — Зангезур
- 1941 — Сабухи
- 1942 — Дочка (короткометражный)
- 1944 — Давид Бек
- 1947 — Анаит
- 1947 — Советская Армения
- 1950 — Девушка Араратской долины
- 1951 — Второй караван (фильм не был доснят)[8]
- 1953 — Субтропики Средней Азии (документальный фильм)
- 1954 — Новоселье
- 1959 — Насреддин в Ходженте, или очарованный принц

### Сценарист
- 1923 — У позорного столба
- 1924 — Пропавшие сокровища
- 1926 — Землетрясение в Ленинакане (документальный фильм)
- 1926 — Намус
- 1926 — Натела
- 1927 — Зарэ
- 1927 — Шор и Шоршор
- 1927 — Хас-пуш
- 1928 — Злой дух
- 1929 — Дом на вулкане
- 1929 — Севиль
- 1930 — Игденбу
- 1932 — Человек с орденом
- 1935 — Пэпо
- 1938 — Зангезур
- 1944 — Давид Бек

## Награды и премии
- народный артист Армянской ССР (1935)
- Сталинская премия второй степени (1941) — за кинокартину «Зангезур» (1938), снятую на Ереванской киностудии
- орден Трудового Красного Знамени (14.04.1944) — за кинокартину «Давид-Бек»
- орден Красной Звезды (11.01.1935)
- орден «Знак Почёта» (06.03.1950) — за выдающиеся заслуги в развитии советской кинематографии, в связи с 30-летием[9]
- медали

## Сочинения
- книга воспоминаний «Записки актера и кинорежиссёра» (1965)